# Mallinella maculata
Mallinella maculata là một loài nhện trong họ Zodariidae.
Loài này thuộc chi Mallinella. Mallinella maculata được Embrik Strand miêu tả năm 1906.